# Хоккейная лига ОАЭ
Хоккейная Лига ОАЭ — национальная хоккейная лига Объединенных Арабских Эмиратов, основанная в 2009 году.
Первая игра лиги была проведена 7 октября 2009 года между командами Dubai Mighty Camels и Abu Dhabi Scorpions на ледовой арене Абу-Даби, расположенной в спортивном комплексе Зайед Спорт Сити.
Хоккей — пока не самый массовый и популярный вид спорта в ОАЭ, однако в последние несколько лет его значимость растёт.
Национальная хоккейная лига Объединённых Арабских Эмиратов (EHL UAE) была основана в 2009 году. В 2018-м её президентом стал Владимир Бурдун, и с тех пор число турниров значительно возросло. Руководитель занимается в стране развитием и популяризацией этой отрасли в целом, привлекая к сотрудничеству лучших специалистов из России, Канады, Белоруссии и других стран, для которых хоккей — исторически один из ключевых видов спорта. Это укрепляет как национальную сборную, так и её фарм-клубы, играющие в самой Лиге. Кроме того, это помогает налаживанию новых контактов с представителями бизнеса из-за рубежа и их вовлечению в экономическое пространство ОАЭ.
В 2019 году Владимир Бурдун заявил ключевую для хоккея страны цель: подготовку команды для игры в Континентальной хоккейной лиге (КХЛ), объединяющей клубы из России, Беларуси, Китая, Финляндии Латвии, Казахстана и Словакии. Сроки реализации этой инициативы — 2021 год.
Площадкой для проведения матчей станет новая арена в Абу-Даби вместимостью 17 тысяч человек, спроектированная таким образом, чтобы соответствовать всем требованиям КХЛ.
Руководство Лиги рассчитывает повторить недавний успех Вегас Голден Найтс — американской команды, также базирующейся в местности с пустынным климатом, однако сумевшей стать полноправным участником американской НХЛ. Владимир Бурдун неоднократно подчёркивал, что для усиления состава на старте истории нового клуба, для повышения его конкурентоспособности в сильнейшей лиге Старого Света есть перспективы привлечения игроков, завершающих карьеру в США, Канаде, России. Переговоры на эту тему ведутся с Павлом Дацюком, Сергеем Мозякиным и Александром Овечкиным.
Чемпионом в сезоне 2009—2010 стала команда Аль-Айн Вайперс.
Чемпионом в сезоне 2016—2017 стала команда White Bears Dubai («Белые медведи»).
Четырёхкратный чемпион лиги, команда «Dubai Mighty Camels» сезоны — 2011/2012, 2012/2013, 2015/2016, 2017/2018 (Дубайские Могучие Верблюды)

## Команды
Участники чемпионата 2017/2018:
- Абу-Даби Скорпионс
- Абу-Даби Стормс
- Аль-Айн Тибс
- Дубай Майти Кэмелс
- Дубай Вайперс
- Уайт Биарс Дубай

## Чемпионы
- 2009/2010 «Аль-Айн Вайперс» (Эль-Айн)
- 2010/2011 «Абу-Даби Стормс» (Абу-Даби)
- 2011/2012 «Дубай Майти Кэмелс» (Дубай)
- 2012/2013 «Дубай Майти Кэмелс» (Дубай)
- 2013/2014 «Абу-Даби Стормс» (Абу-Даби)
- 2014/2015 «Дубай Ойлерс» (Дубай)
- 2015/2016 «Дубай Майти Кэмелс» (Дубай)
- 2016/2017 «Уайт Биарс Дубай» (Эль-Айн)
- 2017/2018 «Дубай Майти Кэмелс» (Дубай)
- 2018/2019 «Абу-Даби Стормс» (Абу-Даби)

Клуб «Аль-Айн Вайперс» был переведён в Дубай в 2013 году под названием «Дубай Вайперс», и сменил название на «Дубай Ойлерс» в 2014 году. В 2016 году клуб вернулся к названию «Дубай Вайперс».